# Slowenische EU-Ratspräsidentschaft 2021
Die slowenische Ratspräsidentschaft bezeichnet den Vorsitz Sloweniens im Ministerrat der EU für die zweite Jahreshälfte 2021. Slowenien schloss das zehnte Trio ab, das neben Slowenien aus Deutschland und Portugal bestand. Nach 2008 war 2021 der zweite Ratsvorsitz Sloweniens.
Unter dem Eindruck der COVID-19-Pandemie standen unter anderem die Resilienz der EU, die Konferenz zur Zukunft Europas, Rechtsstaatlichkeit und das Verhältnis der EU zum Westbalkan im Fokus.

## Prioritäten der slowenischen EU-Ratspräsidentschaft
Slowenien greift mit seinem Motto „Gemeinsam. Widerstandsfähig. Europa.“ das Motto „Gemeinsam. Europa wieder stark machen“ des Triopartners Deutschland auf und setzt im zweiten Halbjahr 2021 folgende Schwerpunkte in der Ratsarbeit:
- „Resilienz, Erholung und strategische Autonomie der Europäischen Union“
- „Konferenz zur Zukunft Europas“
- „Eine Union, die die europäische Lebensweise, Rechtsstaatlichkeit und gleiche Maßstäbe für alle fördert“
- „Eine glaubwürdige und sichere Europäische Union, die Sicherheit und Stabilität in der Nachbarschaft gewährleisten kann“

## Sponsoren
Die slowenische Ratspräsidentschaft wird von lokalen Unternehmen unterstützt. Foodwatch begrüßt, dass die Ratspräsidentschaft sich nicht durch internationale Konzerne unterstützen lässt, aber weist darauf hin, dass die Unterstützung zum Teil von Herstellern „zuckrige[r] und alkoholische[r] Getränke“ kommt.